# دار كمون
دار كمون واحدة من أقدم المنازل بالمدينة العتبقة في صفاقس.

## موقعها
تقع دار كمون بنهج الشيخ التيجاني المعروف أيضا باسم زقاق الذهب، واحد من أنهج البرجوازية الصفاقسية في القرن التاسع عشر بالشمال الغربي للمدينة العتيقة بالقرب من دار العذار ودار خماخم.

## تاريخها
تمثل هذه الدار واحدة من مثيلاتها القلائل الاتي تعدن للقرن التاسع عشر، والتي لازالت محافظة على نمطها الهندسي الأصلي، الأمر الذي جعلها نموذجا لعمارة ذلك العصر المحلية.
تم تحويل المبنى في 2016 من قبل بيار قارسان إلى مركز فني جمعياتي يركز على فن التصوير الفوتغرافي، ولذلك سمي بقصر الصورة. تضم أنشطة المركز عروضا فنية ومساحات للفنانين الهواة والمحترفين ليقوموا بأعمالهم ويتموا لقائاتهم. إضافة إلى أن بها مكتبة فوتغرافية. تم تمويل هذا المشروع من قبل وزارة الشؤون الثقافية التونسية في إطار برمجة «صفاقس عاصمة الثقافة العربية»، إضافة إلى دعم مادي من مركز إيريس في باريس. كما أن دار الصورة في شراكة مع وكالة سينياتور- دار المصورين بباريس لنشر الصور التي يتم إنجازها بالمركز، ومداخيل البيع تستعمل لتمويل برامج المركز.